# روبرت بالمر (لاعب كريكت)
روبرت بالمر (4 يونيو 1960 في الصين - ) (بالإنجليزية: Robert Palmer)‏ هو لاعب كريكت بريطاني. لعب مع Buckinghamshire County Cricket Club ‏ ونادي جامعة كامبريدج للكريكيت ‏.

## وصلات خارجية
- روبرت بالمر على موقع إي آس بي آن كريك إنفو (الإنجليزية)